# Трегубова Валентина Михайлівна
Валенти́на Миха́йлівна Трегу́бова (5 травня 1926 , Бровари, Броварський район, Київська округа, Українська СРР, СРСР  — 12 грудня 2010 ) — українська скульпторка малих форм. Заслужена діячка мистецтв УРСР (1970). Лауреатка Державної премії імені Тараса Шевченка (1986).

## Біографія
Народилася 5 травня 1926 року у м. Бровари, тепер Броварський район, Київська область, Україна. У повоєнному 1947 році Валентина Трегубова закінчила Київське лаврське училище, в середині 50-х років — випускниця Львівського державного інституту прикладного та декоративного мистецтва (кафедра художнього ткацтва). У не менш важких 1950-х почала працювати на Коростенському фарфоровому заводі, і все творче життя пройшло саме там.
Невдовзі Трегубова стала однією з провідних художниць заводу, виявляючи при цьому не тільки творчі, а й організаторські здібності. 1966 року призначена керівницею художньої лабораторії, тобто головною художницею підприємства.
На цій посаді попрацювала впродовж трьох десятиліть, забезпечуючи художній рівень продукції підприємства. За час подвижницької роботи на Коростенському фарфоровому заводі художники Трегубови створили велику кількість оригінальних, художньо довершених, позначених характерними національними ознаками столових, чайних, кавових сервізів, розмаїтих наборів, окремих предметів, у тому числі сувенірно-подарункового характеру, чудових зразків високохудожнього дорогого посуду за замовленням.
Працювала переважно в порцеляні, використовуючи мотиви українського фольклору та сюжети літературних творів:
- «Українське весілля» (1960);
- «Рушничок», «Кобзарі», «Наймичка» (усі 1973);
- «Куди їдеш, Явтуше» (1965);
- «Наталка Полтавка» (1966);
- у майоліці «Одарка і Карась» (1970) та ін.

До найкращих творів Трегубових належать, зокрема, столові гарнітури «Карпати-75», «Конвалія», «Київська Русь», «Роксолана», чайні та кавові сервізи «Нектар», «Золоте весілля», «Театральний», «Рожевий», вишукані набори для холодних страв, пельменів, десерту, привабливі дитячі комплекти тощо. Названі вироби сприймаються як справді високомистецькі творіння. Серед них чи не найкращим постає столово-чайний гарнітур зі знаковою назвою «Валентина».
Окрему групу у творчому доробку Трегубових становлять декоративні вироби: вази, тарелі тощо. Особливо цікавим є посудини, що нагадують людські постаті, насамперед, декоративні штофи. Різні за пластичним вирішенням, яскраво розписані переважно кобальтом, червоними та іншими кольорами вкрапленнями, фігурні посудини користувалися великим успіхом в Україні та за її межами як національні сувенірно-подарункові вироби. Ваговитих, присадкуватих, дещо стриманих у декорі «Карася» та «Одарку», струнку «Марічку», карнавально розписану «Соломію» та інші декоративні штофи експонували на виставках декоративного мистецтва.
Перше визнання принесла художникам виконана у жанрі скульптури малих форм порцелянова композиція «Українське весілля», яка демонструвалася 1960 року на декаді українського мистецтва у Москві. Успіх твору був забезпечений його змістовністю та довершеністю форми, що народилася на основі умілого використання найкращих традицій мистецтва малої пластики.
У творчому доробку Трегубових є ціла низка порцелянових скульптур, виконаних за фольклорно-літературними мотивами. Серед них — багатофігурна композиція «Сорочинський ярмарок», навіяна мотивами однойменної повісті М. Гоголя. Як і письменник, художники в кожному з персонажів виявили найхарактерніше і таким чином сповнили твір іскрометним гумором, потужним емоційним зарядом. Так само промовисті скульптурна група «Куди їдеш, Явтуше?», створена за мотивами народної жартівливої пісні, статуетки «Ярославна», «Три богатирі», «Сини Вітчизни», а також серії робіт за творами І. Котляревського, Т. Шевченка, Лесі Українки.
Важливе місце у доробку В. М. Трегубової посідають твори шевченківської тематики: «Наймичка», «Нічого кращого немає, як тая мати молодая», ваза «Сестри», декоративні тарелі «Гайдамаки» (1964) та ін.
У багатьох творах малої пластики відтворено образи представників різних професій, як-от: «Стюардеса», «Міліціонер», «Офіціант», «Двірник». У кожної її статуетки, розпису вази або чашки є своя душа, дуже добра, знайома і рідна, іноді трошки пустотлива.
У 1970 році Валентині Трегубовій присвоїли звання заслуженого діяча мистецтв УРСР, також її нагородили численними орденами і дипломами.
12 грудня 2010 року на 85 році перервалося життя Заслуженої художниці України, лауреата Державної премії імені Тараса Шевченка, члена Національної Спілки художників України Трегубової Валентини Михайлівни. Мисткиня зуміла ввібрати і передати у своїх творах геніальність виразності українського мистецтва. Вона була вірною творчості, вірною улюбленій справі, своєму покликанню.

## Родина
- Чоловік — Трегубов Микола Семенович (1922—2007), український радянський художник декоративно-прикладного мистецтва. Заслужений художник УРСР з 1983 року. Лауреат Державної премії імені Тараса Шевченка (1986, спільно з дружиною).
- Племінник чоловіка — Трегубов Олександр Сергійович (нар. 1949) — художник декоративно-ужиткового мистецтва, з 1984 по 1996 — головний художник Баранівського порцелянового заводу[1].